# Wiz Khalifa/Diskografie
Diese Diskografie ist eine Übersicht über die musikalischen Werke des US-amerikanischen Rappers Wiz Khalifa. Den Quellenangaben und Schallplattenauszeichnungen zufolge hat er bisher mehr als 109,9 Millionen Tonträger verkauft, davon alleine in seiner Heimat über 86,9 Millionen. Seine erfolgreichste Veröffentlichung ist die Single See You Again mit über 20,7 Millionen verkauften Einheiten.

## Alben

### Studioalben
| Jahr | Titel Musiklabel                               | Höchstplatzierung, Gesamtwochen, AuszeichnungChartplatzierungen (Jahr, Titel, Musiklabel, Platzierungen, Wochen, Auszeichnungen, Anmerkungen) | Höchstplatzierung, Gesamtwochen, AuszeichnungChartplatzierungen (Jahr, Titel, Musiklabel, Platzierungen, Wochen, Auszeichnungen, Anmerkungen) | Höchstplatzierung, Gesamtwochen, AuszeichnungChartplatzierungen (Jahr, Titel, Musiklabel, Platzierungen, Wochen, Auszeichnungen, Anmerkungen) | Höchstplatzierung, Gesamtwochen, AuszeichnungChartplatzierungen (Jahr, Titel, Musiklabel, Platzierungen, Wochen, Auszeichnungen, Anmerkungen) | Höchstplatzierung, Gesamtwochen, AuszeichnungChartplatzierungen (Jahr, Titel, Musiklabel, Platzierungen, Wochen, Auszeichnungen, Anmerkungen) | Anmerkungen                             |
| Jahr | Titel Musiklabel                               | DE | AT | CH | UK | US | Anmerkungen                             |
| ---- | ---------------------------------------------- | --- | --- | --- | --- | --- | --------------------------------------- |
| 2006 | Show and Prove Rostrum Records                 | — | — | — | — | — | Erstveröffentlichung: 5. September 2006 |
| 2009 | Deal or No Deal Rostrum Records                | — | — | — | — | — | Erstveröffentlichung: 24. November 2009 |
| 2011 | Rolling Papers Atlantic Records (WMG)          | DE67 (1 Wo.)DE | — | CH68 (6 Wo.)CH | UK47 Silber · (2 Wo.)UK | US2 ×2Doppelplatin · (65 Wo.)US | Erstveröffentlichung: 29. März 2011     |
| 2012 | O.N.I.F.C. Atlantic Records (WMG)              | DE75 (1 Wo.)DE | — | CH35 (1 Wo.)CH | — | US2 Platin · (24 Wo.)US | Erstveröffentlichung: 4. Dezember 2012  |
| 2014 | Blacc Hollywood Atlantic Records (WMG)         | DE12 (2 Wo.)DE | AT17 (1 Wo.)AT | CH7 (4 Wo.)CH | UK27 (2 Wo.)UK | US1 Platin · (66 Wo.)US | Erstveröffentlichung: 19. August 2014   |
| 2018 | Rolling Papers 2 Atlantic Records (WMG)        | DE46 (1 Wo.)DE | AT58 (1 Wo.)AT | CH20 (1 Wo.)CH | UK62 (1 Wo.)UK | US2 Gold · (19 Wo.)US | Erstveröffentlichung: 13. Juli 2018     |
| 2020 | The Saga of Wiz Khalifa Atlantic Records (WMG) | — | — | — | — | — | Erstveröffentlichung: 20. April 2020    |
| 2022 | Multiverse Taylor Gang / Asylum Records        | — | — | — | — | — | Erstveröffentlichung: 29. Juli 2022     |
| 2023 | Decisions Taylor Gang                          | — | — | — | — | — | Erstveröffentlichung: 1. Dezember 2023  |

### Kollaboalben
| Jahr | Titel Musiklabel                                  | Höchstplatzierung, Gesamtwochen, AuszeichnungChartplatzierungen (Jahr, Titel, Musiklabel, Platzierungen, Wochen, Auszeichnungen, Anmerkungen) | Höchstplatzierung, Gesamtwochen, AuszeichnungChartplatzierungen (Jahr, Titel, Musiklabel, Platzierungen, Wochen, Auszeichnungen, Anmerkungen) | Höchstplatzierung, Gesamtwochen, AuszeichnungChartplatzierungen (Jahr, Titel, Musiklabel, Platzierungen, Wochen, Auszeichnungen, Anmerkungen) | Höchstplatzierung, Gesamtwochen, AuszeichnungChartplatzierungen (Jahr, Titel, Musiklabel, Platzierungen, Wochen, Auszeichnungen, Anmerkungen) | Höchstplatzierung, Gesamtwochen, AuszeichnungChartplatzierungen (Jahr, Titel, Musiklabel, Platzierungen, Wochen, Auszeichnungen, Anmerkungen) | Anmerkungen                                                                   |
| Jahr | Titel Musiklabel                                  | DE | AT | CH | UK | US | Anmerkungen                                                                   |
| ---- | ------------------------------------------------- | --- | --- | --- | --- | --- | ----------------------------------------------------------------------------- |
| 2016 | TGOD Mafia: Rude Awakening Atlantic Records (WMG) | — | — | — | — | US26 (2 Wo.)US | Erstveröffentlichung: 3. Juni 2016 mit Juicy J und TM88                       |
| 2019 | 2009 Atlantic Records (WMG)                       | — | — | — | — | US35 (1 Wo.)US | Erstveröffentlichung: 8. Februar 2019 mit Curren$y                            |
| 2021 | Wiz Got Wings Taylor Gang                         | — | — | — | — | — | Erstveröffentlichung: 10. Dezember 2021 mit Cardo und Sledgren                |
| 2022 | Stoner’s Night Trippy Music                       | — | — | — | — | — | Erstveröffentlichung: 11. Februar 2022 mit Juicy J                            |
| 2022 | Full Court Press Taylor Gang                      | — | — | — | — | — | Erstveröffentlichung: 8. April 2022 mit Girl Talk, Big K.R.I.T. und Smoke DZA |

### Kompilationen
| Jahr | Titel   | Höchstplatzierung, Gesamtwochen, AuszeichnungChartplatzierungen (Jahr, Titel, Platzierungen, Wochen, Auszeichnungen, Anmerkungen) | Höchstplatzierung, Gesamtwochen, AuszeichnungChartplatzierungen (Jahr, Titel, Platzierungen, Wochen, Auszeichnungen, Anmerkungen) | Höchstplatzierung, Gesamtwochen, AuszeichnungChartplatzierungen (Jahr, Titel, Platzierungen, Wochen, Auszeichnungen, Anmerkungen) | Höchstplatzierung, Gesamtwochen, AuszeichnungChartplatzierungen (Jahr, Titel, Platzierungen, Wochen, Auszeichnungen, Anmerkungen) | Höchstplatzierung, Gesamtwochen, AuszeichnungChartplatzierungen (Jahr, Titel, Platzierungen, Wochen, Auszeichnungen, Anmerkungen) | Anmerkungen                           |
| Jahr | Titel   | DE | AT | CH | UK | US | Anmerkungen                           |
| ---- | ------- | --- | --- | --- | --- | --- | ------------------------------------- |
| 2016 | Khalifa | DE55 (1 Wo.)DE | AT47 (1 Wo.)AT | CH43 (1 Wo.)CH | UK85 (1 Wo.)UK | US6 (12 Wo.)US | Erstveröffentlichung: 5. Februar 2016 |

### Mixtapes
| Jahr | Titel                                   | Höchstplatzierung, Gesamtwochen, AuszeichnungChartplatzierungen (Jahr, Titel, Platzierungen, Wochen, Auszeichnungen, Anmerkungen) | Höchstplatzierung, Gesamtwochen, AuszeichnungChartplatzierungen (Jahr, Titel, Platzierungen, Wochen, Auszeichnungen, Anmerkungen) | Höchstplatzierung, Gesamtwochen, AuszeichnungChartplatzierungen (Jahr, Titel, Platzierungen, Wochen, Auszeichnungen, Anmerkungen) | Höchstplatzierung, Gesamtwochen, AuszeichnungChartplatzierungen (Jahr, Titel, Platzierungen, Wochen, Auszeichnungen, Anmerkungen) | Höchstplatzierung, Gesamtwochen, AuszeichnungChartplatzierungen (Jahr, Titel, Platzierungen, Wochen, Auszeichnungen, Anmerkungen) | Anmerkungen                          |
| Jahr | Titel                                   | DE | AT | CH | UK | US | Anmerkungen                          |
| ---- | --------------------------------------- | --- | --- | --- | --- | --- | ------------------------------------ |
| 2019 | Fly Times, Volume 1: The Good Fly Young | — | — | — | — | US70 (2 Wo.)US | Erstveröffentlichung: 20. April 2019 |
| 2025 | Kush & Orange Juice 2                   | — | — | — | — | US62 (1 Wo.)US | Erstveröffentlichung: 18. April 2025 |

Weitere Mixtapes
- 2005: Prince of the City: Welcome to Pistolvania
- 2007: Grow Season
- 2007: Prince of the City 2
- 2008: Star Power
- 2009: Flight School
- 2009: How Fly (mit Curren$y)
- 2009: Burn After Rolling
- 2010: Kush & Orange Juice
- 2011: Cabin Fever
- 2012: Taylor Allderdice
- 2012: Cabin Fever 2
- 2014: 28 Grams
- 2015: Cabin Fever 3
- 2016: TGOD, Vol. 1 (mit Taylor Gang)
- 2017: Laugh Now, Fly Later
- 2020: Big Pimpin
- 2021: #FUCC2020 (mit DJ DaddyKat)
- 2021: Taylor Nights (mit Taylor Gang und DJ DaddyKat)

### Soundtracks
| Jahr | Titel                         | Höchstplatzierung, Gesamtwochen, AuszeichnungChartplatzierungen (Jahr, Titel, Platzierungen, Wochen, Auszeichnungen, Anmerkungen) | Höchstplatzierung, Gesamtwochen, AuszeichnungChartplatzierungen (Jahr, Titel, Platzierungen, Wochen, Auszeichnungen, Anmerkungen) | Höchstplatzierung, Gesamtwochen, AuszeichnungChartplatzierungen (Jahr, Titel, Platzierungen, Wochen, Auszeichnungen, Anmerkungen) | Höchstplatzierung, Gesamtwochen, AuszeichnungChartplatzierungen (Jahr, Titel, Platzierungen, Wochen, Auszeichnungen, Anmerkungen) | Höchstplatzierung, Gesamtwochen, AuszeichnungChartplatzierungen (Jahr, Titel, Platzierungen, Wochen, Auszeichnungen, Anmerkungen) | Anmerkungen                             |
| Jahr | Titel                         | DE | AT | CH | UK | US | Anmerkungen                             |
| ---- | ----------------------------- | --- | --- | --- | --- | --- | --------------------------------------- |
| 2011 | Mac & Devin Go to High School | — | — | — | — | US29 Gold · (14 Wo.)US | Erstveröffentlichung: 13. Dezember 2011 |

## Singles

### Als Leadmusiker
| Jahr | Titel Album                                         | Höchstplatzierung, Gesamtwochen, AuszeichnungChartplatzierungen (Jahr, Titel, Album, Platzierungen, Wochen, Auszeichnungen, Anmerkungen) | Höchstplatzierung, Gesamtwochen, AuszeichnungChartplatzierungen (Jahr, Titel, Album, Platzierungen, Wochen, Auszeichnungen, Anmerkungen) | Höchstplatzierung, Gesamtwochen, AuszeichnungChartplatzierungen (Jahr, Titel, Album, Platzierungen, Wochen, Auszeichnungen, Anmerkungen) | Höchstplatzierung, Gesamtwochen, AuszeichnungChartplatzierungen (Jahr, Titel, Album, Platzierungen, Wochen, Auszeichnungen, Anmerkungen) | Höchstplatzierung, Gesamtwochen, AuszeichnungChartplatzierungen (Jahr, Titel, Album, Platzierungen, Wochen, Auszeichnungen, Anmerkungen) | Anmerkungen |
| Jahr | Titel Album                                         | DE | AT | CH | UK | US | Anmerkungen |
| ---- | --------------------------------------------------- | --- | --- | --- | --- | --- | --- |
| 2010 | Black and Yellow Rolling Papers                     | DE31 Gold · (34 Wo.)DE | AT44 (3 Wo.)AT | CH44 (28 Wo.)CH | UK5 Platin · (17 Wo.)UK | US1 ×6Sechsfachplatin · (25 Wo.)US | Erstveröffentlichung: 14. September 2010                                                                       |
| 2011 | Roll Up Rolling Papers                              | — | — | — | UK42 (6 Wo.)UK | US13 ×2Doppelplatin · (22 Wo.)US | Erstveröffentlichung: 3. Februar 2011                                                                          |
| 2011 | The Race Rolling Papers                             | — | — | — | — | US66 (1 Wo.)US | Erstveröffentlichung: 8. März 2011                                                                             |
| 2011 | When I’m Gone Rolling Papers                        | — | — | — | — | US57 Platin · (4 Wo.)US | Erstveröffentlichung: April 2011                                                                               |
| 2011 | On My Level Rolling Papers                          | — | — | — | — | US52 Platin · (9 Wo.)US | Erstveröffentlichung: 28. Mai 2011 feat. Too Short                                                             |
| 2011 | No Sleep Rolling Papers                             | DE91 (1 Wo.)DE | — | — | — | US6 ×2Doppelplatin · (15 Wo.)US | Erstveröffentlichung: 9. August 2011                                                                           |
| 2011 | Young, Wild & Free Mac & Devin Go to High School    | DE15 ×5Fünffachgold · (25 Wo.)DE | AT17 Gold · (18 Wo.)AT | CH6 Gold · (36 Wo.)CH | UK44 Platin · (7 Wo.)UK | US7 ×6Sechsfachplatin · (32 Wo.)US | Erstveröffentlichung: 11. Oktober 2011 mit Snoop Dogg feat. Bruno Mars                                         |
| 2012 | Work Hard, Play Hard O.N.I.F.C.                     | DE76 (2 Wo.)DE | — | — | — | US17 ×2Doppelplatin · (20 Wo.)US | Erstveröffentlichung: 23. April 2012                                                                           |
| 2012 | Remember You O.N.I.F.C.                             | — | — | — | — | US63 Platin · (16 Wo.)US | Erstveröffentlichung: 24. September 2012 feat. The Weeknd                                                      |
| 2012 | Let It Go O.N.I.F.C.                                | — | — | — | — | US87 (1 Wo.)US | Erstveröffentlichung: Dezember 2012 feat. Akon                                                                 |
| 2014 | We Dem Boyz Blacc Hollywood                         | — | — | — | UK— SilberUK | US43 ×3Dreifachplatin · (20 Wo.)US | Erstveröffentlichung: 11. Februar 2014                                                                         |
| 2014 | You and Your Friends Blacc Hollywood                | — | — | — | — | US82 Platin · (10 Wo.)US | Erstveröffentlichung: 22. Juli 2014 feat. Snoop Dogg & Ty Dolla Sign                                           |
| 2014 | Shell Shocked Teenage Mutant Ninja Turtles (O.S.T.) | — | — | — | — | US84 Platin · (3 Wo.)US | Erstveröffentlichung: 22. Juli 2014 mit Juicy J, Ty Dolla Sign, Kill the Noise & Madsonik                      |
| 2014 | Stayin Out All Night Blacc Hollywood                | — | — | — | — | US— GoldUS | Erstveröffentlichung: 29. Juli 2014                                                                            |
| 2014 | Promises Blacc Hollywood                            | — | — | — | — | US— PlatinUS | Erstveröffentlichung: 5. August 2014                                                                           |
| 2014 | So High Blacc Hollywood                             | — | — | — | — | US— ×2DoppelplatinUS | Erstveröffentlichung: 12. August 2014                                                                          |
| 2015 | Go Hard or Go Home Fast & Furious 7 (O.S.T.)        | DE47 (10 Wo.)DE | AT59 (2 Wo.)AT | CH55 (2 Wo.)CH | — | US86 Gold · (2 Wo.)US | Erstveröffentlichung: 17. Februar 2015 feat. Iggy Azalea                                                       |
| 2015 | See You Again Fast & Furious 7 (O.S.T.)             | DE1 Diamant · (53 Wo.)DE | AT1 ×2Doppelplatin · (30 Wo.)AT | CH1 ×2Doppelplatin · (50 Wo.)CH | UK1 ×4Vierfachplatin · (38 Wo.)UK | US1 ×4Diamant + Vierfachplatin · (52 Wo.)US                                                                                              | Erstveröffentlichung: 17. März 2015 feat. Charlie Puth                                                         |
| 2015 | King of Everything –                                | — | — | — | — | US— GoldUS | Erstveröffentlichung: 16. Oktober 2015                                                                         |
| 2015 | Burn Slow –                                         | — | — | — | — | US82 (1 Wo.)US | Erstveröffentlichung: 4. September 2015 feat. Rae Sremmurd                                                     |
| 2016 | Bake Sale Khalifa                                   | — | — | — | — | US56 Gold · (2 Wo.)US | Erstveröffentlichung: 22. Januar 2016 feat. Travi$ Scott                                                       |
| 2016 | Pull Up –                                           | — | — | — | — | US— GoldUS | Erstveröffentlichung: 25. Mai 2016 feat. Lil Uzi Vert                                                          |
| 2016 | Sucker for Pain Suicide Squad: The Album            | DE8 Platin · (29 Wo.)DE | AT6 (26 Wo.)AT | CH16 Gold · (22 Wo.)CH | UK11 ×2Doppelplatin · (22 Wo.)UK | US15 ×3Dreifachplatin · (22 Wo.)US | Erstveröffentlichung: 24. Juni 2016 mit Lil Wayne & Imagine Dragons feat. Logic, Ty Dolla Sign & X Ambassadors |
| 2017 | Gang Up Fast & Furious 8 (O.S.T.)                   | — | — | CH72 (1 Wo.)CH | — | US— GoldUS | Erstveröffentlichung: 24. März 2017 mit Young Thug, 2 Chainz & PnB Rock                                        |
| 2017 | Something New Rolling Papers 2                      | — | — | — | — | US92 Platin · (1 Wo.)US | Erstveröffentlichung: 11. August 2017 feat. Ty Dolla Sign                                                      |
| 2017 | Letterman Laugh Now, Fly Later                      | — | — | — | — | — | Erstveröffentlichung: 8. November 2017                                                                         |
| 2018 | 420 Freestyle Rolling Papers 2                      | — | — | — | — | US— GoldUS | Erstveröffentlichung: 20. April 2018                                                                           |
| 2018 | Real Rich Rolling Papers 2                          | — | — | — | — | US— GoldUS | Erstveröffentlichung: 3. Mai 2018 feat. Gucci Mane                                                             |
| 2018 | Hopeless Romantic Rolling Papers 2                  | — | — | — | — | US72 Platin · (7 Wo.)US | Erstveröffentlichung: 21. Juni 2018 feat. Swae Lee                                                             |
| 2018 | Fr Fr Rolling Papers 2                              | — | — | — | — | US73 Gold · (1 Wo.)US | Erstveröffentlichung: 13. Juli 2018 feat. Lil Skies                                                            |
| 2020 | Speed Me Up Sonic the Hedgehog O.S.T.               | — | — | — | — | — | Erstveröffentlichung: 24. Januar 2020 mit Ty Dolla $ign, Lil Yachty & Sueco the Child                          |
| 2020 | Contact The Saga of Wiz Khalifa                     | — | — | — | — | — | Erstveröffentlichung: 23. März 2020 feat. Tyga                                                                 |
| 2020 | The Thrill –                                        | — | — | — | UK— SilberUK | US— PlatinUS | Erstveröffentlichung: 11. November 2020 feat. Empire of the Sun                                                |
| 2023 | Toxic –                                             | — | — | — | — | — | Erstveröffentlichung: 13. Januar 2023 mit Feezy Lebron & 6am                                                   |
| 2023 | Don’t Text Don’t Call –                             | — | — | — | — | — | Erstveröffentlichung: 1. März 2023 feat. Snoop Dogg                                                            |
| 2023 | Peace and Love –                                    | — | — | — | — | — | Erstveröffentlichung: 31. März 2023                                                                            |
| 2023 | Kush & Pussy –                                      | — | — | — | — | — | Erstveröffentlichung: 20. April 2023 mit GLC & Xcelence                                                        |
| 2023 | I Want a Ferrari –                                  | — | — | — | — | — | Erstveröffentlichung: 28. April 2023 mit Riff Raff                                                             |
| 2023 | You –                                               | — | — | — | — | — | Erstveröffentlichung: 30. Juni 2023 feat. Ty Dolla Sign                                                        |
| 2023 | Hype Me Up –                                        | — | — | — | — | — | Erstveröffentlichung: 4. August 2023                                                                           |
| 2023 | Oakland Originals –                                 | — | — | — | — | — | Erstveröffentlichung: 1. September 2023 mit Chevy Woods                                                        |
| 2023 | Eurostep –                                          | — | — | — | — | — | Erstveröffentlichung: 19. September 2023 mit Big K.R.I.T., Smoke DZA & Girl Talk                               |
| 2023 | Up the Ladder Decisions                             | — | — | — | — | — | Erstveröffentlichung: 24. November 2023                                                                        |
| 2024 | Dress Like This –                                   | — | — | — | — | — | Erstveröffentlichung: 28. Januar 2024 feat. Backwood Brat & Hardo                                              |
| 2024 | Mine for the Night –                                | — | — | — | — | — | Erstveröffentlichung: 13. Juni 2024 mit Major League DJz                                                       |
| 2024 | Motego –                                            | — | — | — | — | — | Erstveröffentlichung: 19. Juli 2024 mit Carol Douche                                                           |
| 2024 | Baby Girl on the Way –                              | — | — | — | — | — | Erstveröffentlichung: 2. August 2024                                                                           |
| 2024 | Electric –                                          | — | — | — | — | — | Erstveröffentlichung: 9. August 2024 mit 6am & Chevy Woods                                                     |
| 2024 | Khalifa’s Home –                                    | — | — | — | — | — | Erstveröffentlichung: 18. Oktober 2024                                                                         |
| 2024 | Hide It –                                           | — | — | — | — | — | Erstveröffentlichung: 25. Oktober 2024 feat. Don Toliver                                                       |
| 2024 | Bring Your Lungs –                                  | — | — | — | — | — | Erstveröffentlichung: 15. November 2024 feat. Smoke DZA                                                        |
| 2024 | Hit It Once –                                       | — | — | — | — | — | Erstveröffentlichung: 6. Dezember 2024                                                                         |
| 2025 | Location –                                          | DE55 (12 Wo.)DE | — | CH99 (… Wo.)CH | — | — | Erstveröffentlichung: 3. Januar 2025 mit Ty Dolla Sign & Zerb                                                  |

### Als Gastmusiker
| Jahr | Titel Album                                          | Höchstplatzierung, Gesamtwochen, AuszeichnungChartplatzierungen (Jahr, Titel, Album, Platzierungen, Wochen, Auszeichnungen, Anmerkungen) | Höchstplatzierung, Gesamtwochen, AuszeichnungChartplatzierungen (Jahr, Titel, Album, Platzierungen, Wochen, Auszeichnungen, Anmerkungen) | Höchstplatzierung, Gesamtwochen, AuszeichnungChartplatzierungen (Jahr, Titel, Album, Platzierungen, Wochen, Auszeichnungen, Anmerkungen) | Höchstplatzierung, Gesamtwochen, AuszeichnungChartplatzierungen (Jahr, Titel, Album, Platzierungen, Wochen, Auszeichnungen, Anmerkungen) | Höchstplatzierung, Gesamtwochen, AuszeichnungChartplatzierungen (Jahr, Titel, Album, Platzierungen, Wochen, Auszeichnungen, Anmerkungen) | Anmerkungen |
| Jahr | Titel Album                                          | DE | AT | CH | UK | US | Anmerkungen |
| ---- | ---------------------------------------------------- | --- | --- | --- | --- | --- | --- |
| 2011 | Till I’m Gone Disc-Overy                             | — | — | CH69 (1 Wo.)CH | UK24 Silber · (14 Wo.)UK | US90 (4 Wo.)US | Erstveröffentlichung: 13. Mai 2011 Tinie Tempah feat. Wiz Khalifa                                                                     |
| 2011 | Oh My Third Power                                    | — | — | — | — | US95 (3 Wo.)US | Erstveröffentlichung: 17. Mai 2011 DJ Drama feat. Fabolous, Roscoe Dash & Wiz Khalifa                                                 |
| 2011 | High Finally Famous                                  | — | — | — | — | US98 Gold · (1 Wo.)US | Erstveröffentlichung: Juni 2011 Big Sean feat. Wiz Khalifa & Chiddy Bang                                                              |
| 2011 | 5 O’Clock Revolver                                   | DE91 (1 Wo.)DE | — | CH47 (7 Wo.)CH | UK6 Silber · (7 Wo.)UK | US10 (20 Wo.)US | Erstveröffentlichung: 27. September 2011 T-Pain feat. Lily Allen & Wiz Khalifa                                                        |
| 2011 | Sleazy Remix 2.0 (Get Sleazier) –                    | — | — | — | — | US37 (1 Wo.)US | Erstveröffentlichung: 7. Dezember 2011 Kesha feat. Lil Wayne, Wiz Khalifa, T.I. & André 3000                                          |
| 2012 | Till I Die Fortune                                   | — | — | — | — | US— GoldUS | Erstveröffentlichung: 13. April 2012 Chris Brown feat. Big Sean & Wiz Khalifa                                                         |
| 2012 | Payphone Overexposed                                 | DE4 Platin · (24 Wo.)DE | AT5 Gold · (23 Wo.)AT | CH4 Platin · (29 Wo.)CH | UK1 ×4Vierfachplatin · (30 Wo.)UK | US2 ×7Siebenfachplatin · (31 Wo.)US | Erstveröffentlichung: 16. April 2012 Maroon 5 feat. Wiz Khalifa                                                                       |
| 2012 | Celebration Jesus Piece                              | — | — | — | — | US81 (12 Wo.)US | Erstveröffentlichung: 18. September 2012 Game feat. Chris Brown, Lil Wayne, Tyga & Wiz Khalifa                                        |
| 2012 | Hate Bein’ Sober Finally Rich                        | — | — | — | — | US— ×2DoppelplatinUS | Erstveröffentlichung: 12. Dezember 2012 Chief Keef feat. 50 Cent & Wiz Khalifa                                                        |
| 2013 | Molly Hotel California                               | — | — | — | — | US66 Platin · (12 Wo.)US | Erstveröffentlichung: 15. März 2013 Tyga feat. Cedric Gervais, Mally Mall & Wiz Khalifa                                               |
| 2013 | NBA –                                                | — | — | — | — | — | Erstveröffentlichung: 26. März 2013 Joe Budden feat. Wiz Khalifa & French Montana                                                     |
| 2013 | Beat It Back 2 Life                                  | — | — | — | — | US52 (18 Wo.)US | Erstveröffentlichung: 15. April 2013 Sean Kingston feat. Chris Brown & Wiz Khalifa                                                    |
| 2013 | Reason to Hate –                                     | — | — | — | — | — | Erstveröffentlichung: 23. April 2013 DJ Felli Fel feat. Ne-Yo, Tyga & Wiz Khalifa                                                     |
| 2013 | Bugatti (Remix) Trials & Tribulations                | — | — | — | — | — | Erstveröffentlichung: 7. Juni 2013 Ace Hood feat. Wiz Khalifa, T.I., Meek Mill, French Montana, 2 Chainz, Future, DJ Khaled & Birdman |
| 2013 | We Own It (Fast & Furious) Fast & Furious 6 (O.S.T.) | DE5 ×3Dreifachgold · (18 Wo.)DE | AT7 (14 Wo.)AT | CH3 (12 Wo.)CH | UK6 Gold · (15 Wo.)UK | US16 ×3Dreifachplatin · (7 Wo.)US | Erstveröffentlichung: 12. Juni 2013 2 Chainz feat. Wiz Khalifa                                                                        |
| 2013 | Irie Beach House 2                                   | — | — | — | — | — | Erstveröffentlichung: 30. Juni 2013 Ty Dolla Sign feat. Wiz Khalifa                                                                   |
| 2013 | 23 Est. in 1989 Pt. 3 (The Album)                    | DE— GoldDE | — | — | UK85 Silber · (3 Wo.)UK | US11 ×4Vierfachplatin · (23 Wo.)US | Erstveröffentlichung: 10. September 2013 Mike Will Made It feat. Miley Cyrus, Juicy J & Wiz Khalifa                                   |
| 2013 | Think About It Hotel Cabana                          | — | — | — | UK78 (2 Wo.)UK | — | Erstveröffentlichung: 17. November 2013 Naughty Boy feat. Wiz Khalifa & Ella Eyre                                                     |
| 2013 | Feelin’ Myself #willpower                            | DE55 (11 Wo.)DE | — | — | UK2 Platin · (17 Wo.)UK | US96 (2 Wo.)US | Erstveröffentlichung: 26. November 2013 will.i.am feat. Miley Cyrus, French Montana, Wiz Khalifa & Mustard                            |
| 2014 | Or Nah Beach House EP                                | — | — | — | UK— ×2DoppelplatinUK | US48 ×6Sechsfachplatin · (20 Wo.)US | Erstveröffentlichung: 7. Januar 2014 Ty Dolla Sign feat. DJ Mustard & Wiz Khalifa                                                     |
| 2014 | Party Girls –                                        | — | — | — | — | — | Erstveröffentlichung: 30. Januar 2014 Ludacris feat. Wiz Khalifa, Jeremih & Cashmere Cat                                              |
| 2014 | Bigroom Blitz The Fifth Chapter                      | DE43 (4 Wo.)DE | AT63 (2 Wo.)AT | — | — | — | Erstveröffentlichung: 23. Mai 2014 Scooter feat. Wiz Khalifa                                                                          |
| 2015 | For Everybody –                                      | — | — | — | — | — | Erstveröffentlichung: 14. April 2015 Juicy J feat. Wiz Khalifa & R. City                                                              |
| 2015 | Sitting Pretty Free TC                               | — | — | — | — | — | Erstveröffentlichung: 30. Oktober 2015 Ty Dolla Sign feat. Wiz Khalifa                                                                |
| 2016 | Kush Ups Coolaid                                     | — | — | — | — | — | Erstveröffentlichung: 7. Juni 2016 Snoop Dogg feat. Wiz Khalifa                                                                       |
| 2016 | Fuck Apologies Mad Love                              | — | — | — | — | — | Erstveröffentlichung: 28. Juli 2016 JoJo feat. Wiz Khalifa                                                                            |
| 2016 | Influence Lady Wood                                  | — | — | — | — | — | Erstveröffentlichung: 9. September 2016 Tove Lo feat. Wiz Khalifa                                                                     |
| 2018 | When I Grow Up –                                     | — | — | — | — | — | Erstveröffentlichung: 22. Juli 2018 Dimitri Vegas & Like Mike feat. Wiz Khalifa                                                       |
| 2019 | Back Up –                                            | — | — | — | — | — | Erstveröffentlichung: 1. April 2019 Don Toliver feat. Wiz Khalifa                                                                     |
| 2019 | Wait for Me –                                        | — | — | — | — | — | Erstveröffentlichung: 26. Juni 2019 Carnage feat. G-Eazy, Wiz Khalifa & Prinze George                                                 |
| 2019 | Prince Akeem Keep Going                              | — | — | — | — | — | Erstveröffentlichung: 6. August 2019 Mike Posner feat. Wiz Khalifa                                                                    |
| 2020 | One Whole Day –                                      | — | — | — | — | — | Erstveröffentlichung: 4. Dezember 2020 Dixie D’Amelio feat. Wiz Khalifa                                                               |
| 2022 | Champions –                                          | — | — | — | — | — | Erstveröffentlichung: 18. Februar 2022 Ty Dolla Sign feat. Wiz Khalifa                                                                |
| 2023 | Sh Sh Sh –                                           | — | — | — | — | — | Erstveröffentlichung: 3. Februar 2023 Dvbbs feat. Wiz Khalifa, Urfauxboyfriend & Goldsoul                                             |
| 2023 | Khalifa Mode Shonuff                                 | — | — | — | — | — | Erstveröffentlichung: 10. Februar 2023 Sada Baby feat. Wiz Khalifa                                                                    |
| 2023 | House of Blues Worldwide Smoke Session, Vol.2        | — | — | — | — | — | Erstveröffentlichung: 12. Mai 2023 Smoke DZA & The Smokers Club feat. Big K.R.I.T., Wiz Khalifa & Currensy                            |
| 2023 | Slangn KK Trapnati 3                                 | — | — | — | — | — | Erstveröffentlichung: 19. Mai 2023 Hardo feat. Wiz Khalifa                                                                            |
| 2023 | Talk About It The Great Ape                          | — | — | — | — | — | Erstveröffentlichung: 10. Juni 2023 Big Jump feat. Wiz Khalifa                                                                        |
| 2023 | Magic Charged Up                                     | — | — | — | — | — | Erstveröffentlichung: 14. September 2023 Ronny J feat. Wiz Khalifa                                                                    |
| 2024 | Made for the Pole Biggest out the West               | — | — | — | — | — | Erstveröffentlichung: 21. März 2024 Bluebucksclan & Hit-Boy feat. Wiz Khalifa                                                         |
| 2024 | XXX 1-800 Fantasy                                    | — | — | — | — | — | Erstveröffentlichung: 10. Mai 2024 Blk Odyssy feat. Wiz Khalifa                                                                       |
| 2024 | Two Hi (Waves) Chupacabra                            | — | — | — | — | — | Erstveröffentlichung: 17. Mai 2024 JasonMartin & DJ Quick feat. Wiz Khalifa, Channel Tres, Free Nationals & George Clinton            |
| 2024 | Smoke Too Soon Shwaycation                           | — | — | — | — | — | Erstveröffentlichung: 12. Juli 2024 Shwayze feat. Wiz Khalifa                                                                         |

## Musikvideos
| Jahr | Titel                      |
| ---- | -------------------------- |
| 2008 | Pittsburgh Sound           |
| 2009 | This Plane                 |
| 2010 | Black and Yellow           |
| 2011 | Roll Up                    |
| 2011 | On My Level                |
| 2011 | No Sleep                   |
| 2011 | Taylor Gang                |
| 2011 | 5 O’Clock                  |
| 2011 | Till I’m Gone              |
| 2011 | Young, Wild & Free         |
| 2012 | Desert                     |
| 2012 | California                 |
| 2012 | Brainstorm                 |
| 2013 | We Own It (Fast & Furious) |

## Sonderveröffentlichungen
Gastbeiträge
- 2006: What It Used to Be (mit Nicolay)
- 2010: Super High (Sativa Remix) (mit Rick Ross)
- 2010: Scaling the Building (mit Ski Beatz)
- 2010: I Know (mit Diddy–Dirty Money, Chris Brown & RichGirl)
- 2011: Bomb (mit Chris Brown)
- 2011: This Weed Iz Mine (mit Snoop Dogg)
- 2011: Can You Feel It (mit Sublime & Rome)
- 2011: High (mit Big Sean)
- 2011: Slow Grind (mit Young Jeezy)
- 2011: Yoko (mit Chris Brown, Berner & Big K.R.I.T.)
- 2012: Go Girl (mit Yo Gotti, Big K.R.I.T. & Big Sean)
- 2012: Say Yeah (Promo-Single, US: Gold)
- 2013: I Want to Believe in You (mit Bridge, Tonez & Snoop Dogg)
- 2013: Missin’ Ya (mit R. J., P. Diddy & Dorrough)
- 2018: Indica Badu (mit Logic, US: Gold)

## Statistik

### Chartauswertung
|                     | DE    | AT    | CH    | UK    | US     |
| ------------------- | ----- | ----- | ----- | ----- | ------ |
| Nummer-eins-Alben   | DE—DE | AT—AT | CH—CH | UK—UK | US1US  |
| Top-10-Alben        | DE—DE | AT—AT | CH1CH | UK—UK | US5US  |
| Alben in den Charts | DE5DE | AT3AT | CH5CH | UK4UK | US12US |

|                       | DE     | AT    | CH     | UK     | US     |
| --------------------- | ------ | ----- | ------ | ------ | ------ |
| Nummer-eins-Singles   | DE1DE  | AT1AT | CH1CH  | UK2UK  | US2US  |
| Top-10-Singles        | DE4DE  | AT3AT | CH4CH  | UK6UK  | US6US  |
| Singles in den Charts | DE13DE | AT8AT | CH11CH | UK12UK | US32US |

### Auszeichnungen für Musikverkäufe
| Land/RegionAuszeichnungen für Musikverkäufe (Land/Region, Auszeichnungen, Verkäufe, Quellen) | Silber     | Gold       | Platin         | Diamant     | Verkäufe   | Quellen                     |
| -------------------------------------------------------------------------------------------- | ---------- | ---------- | -------------- | ----------- | ---------- | --------------------------- |
| Australien (ARIA)                                                                            | —          | 2× Gold2   | 30× Platin30   | —           | 2.170.000  | aria.com.au                 |
| Belgien (BRMA)                                                                               | —          | 3× Gold3   | 2× Platin2     | —           | 110.000    | ultratop.be                 |
| Brasilien (PMB)                                                                              | —          | Gold1      | 4× Platin4     | 3× Diamant3 | 1.020.000  | pro-musicabr.org.br BR2 BR3 |
| Dänemark (IFPI)                                                                              | —          | 8× Gold8   | 13× Platin13   | —           | 605.000    | ifpi.dk                     |
| Deutschland (BVMI)                                                                           | —          | 4× Gold4   | 5× Platin5     | Diamant1    | 3.200.000  | musikindustrie.de           |
| Frankreich (SNEP)                                                                            | —          | Gold1      | 2× Platin2     | —           | 752.633    | snepmusique.com             |
| Irland (IRMA)                                                                                | —          | —          | Platin1        | —           | 15.000     | Einzelnachweise             |
| Italien (FIMI)                                                                               | —          | 2× Gold2   | 14× Platin14   | —           | 950.000    | fimi.it                     |
| Japan (RIAJ)                                                                                 | —          | —          | 4× Platin4     | —           | 500.000    | riaj.or.jp JP2              |
| Kanada (MC)                                                                                  | —          | 4× Gold4   | 15× Platin15   | Diamant1    | 2.160.000  | musiccanada.com             |
| Mexiko (AMPROFON)                                                                            | —          | 3× Gold3   | 2× Platin2     | —           | 240.000    | amprofon.com.mx             |
| Neuseeland (RMNZ)                                                                            | —          | 4× Gold4   | 26× Platin26   | —           | 780.000    | radioscope.co.nz NZ2        |
| Niederlande (NVPI)                                                                           | —          | —          | Platin1        | —           | 30.000     | nvpi.nl                     |
| Norwegen (IFPI)                                                                              | —          | —          | 5× Platin5     | —           | 200.000    | ifpi.no                     |
| Österreich (IFPI)                                                                            | —          | 2× Gold2   | 2× Platin2     | —           | 90.000     | ifpi.at                     |
| Polen (ZPAV)                                                                                 | —          | —          | 6× Platin6     | —           | 300.000    | olis.pl                     |
| Portugal (AFP)                                                                               | —          | —          | 4× Platin4     | —           | 40.000     | Einzelnachweise             |
| Schweden (IFPI)                                                                              | —          | 3× Gold3   | 6× Platin6     | —           | 300.000    | sverigetopplistan.se        |
| Schweiz (IFPI)                                                                               | —          | 2× Gold2   | 3× Platin3     | —           | 120.000    | hitparade.ch                |
| Spanien (Promusicae)                                                                         | —          | Gold1      | 7× Platin7     | —           | 410.000    | elportaldemusica.es         |
| Vereinigte Staaten (RIAA)                                                                    | —          | 20× Gold20 | 67× Platin67   | Diamant1    | 86.950.000 | riaa.com                    |
| Vereinigtes Königreich (BPI)                                                                 | 6× Silber6 | Gold1      | 15× Platin15   | —           | 10.460.000 | bpi.co.uk                   |
| Insgesamt                                                                                    | 6× Silber6 | 61× Gold61 | 234× Platin234 | 6× Diamant6 |            |                             |